# Gerrit Johan van Grol
Gerrit Johan van Grol (Renkum, 20 september 1867 – Den Haag, 20 februari 1950) was onderwijzer en gezaghebber in de voormalige West-Indische koloniën, respectievelijk Curaçao en Sint Eustatius. Van Grol had veel interesse in landbouwkundige vraagstukken en voerde op Sint Eustatius weer de katoencultuur in. Hij stimuleerde ook de bijenteelt.

## Biografie
Van Grol is geboren in Renkum in 1867. Zijn ouders waren de Renkumse hoofdonderwijzer Derk van Grol en Antonia Hendrika Berendina Beek. In 1897 huwde hij Johanna Meijers (Gorinchem, 15 mei 1869 – Den Haag, 2 januari 1932). Samen hadden zij een dochter, geboren te Curaçao in 1909. 
Van Grol was sinds 1896 onderwijzer tweede klas aan de Openbare School op Curaçao. In 1902 werd hij benoemd als gezaghebber van Sint Eustatius. Deze benoeming was ongewoon, volgens verslaggeving van de Amigoe di Curaçao op 29 maart 1902 en moest volgens de krant gerechtvaardigd worden door de buitengewone belangstelling van Van Grol voor de landbouw. Johanna Van Grol-Meijers was bekend van het bij het Koloniaal Museum ondergebrachte herbarium dat zij samenstelde. Van Grol bleef 17 jaar gezaghebber op Sint Eustatius. Hij was tevens voorzitter van de Raad van Justitie en kantonrechter. 
In 1919 ging hij met pensioen en vestigde zich in Den Haag. Het pensioen duurde echter niet lang, want Van Grol deed op verzoek van de gouverneur van Curaçao een geschiedkundig onderzoek naar de grondpolitiek. Het tweedelig werk heette "De Grondpolitiek in het West-Indisch Domein der Generaliteit" en kwam uit in 1934 en 1945. Een register volgde nog in 1947. Van Grol overleed in Den Haag in 1950 op 82-jarige leeftijd. Zijn jongere halfbroer Henri Gerard (Hans) was tijdens het interbellum 20 jaar gemeente archivaris van Vlissingen.

## Publicaties
- Het eiland St. Eustatius in verleden, heden en toekomst. Eene voordracht[1]
- De katoencultuur op Sint-Eustatius", artikel gepubliceerd in De Indische Merkuur. 1914
- De Grondpolitiek in het West-Indisch Domein der Generaliteit: een historische studie. Deel 1: algemeen historische inleiding; Deel 2: De rechtstoestand van het grondbezit. 1934 en 1945.

Van Grol schreef meer werken die niet allemaal zijn gepubliceerd. 

## Oprichting bibliotheek
Van Grol richtte in 1903 een bibliotheek op. Hij vroeg daarvoor steun van het Algemeen-Nederlands Verbond (A.N.V.) en de Maatschappij tot Nut van 't Algemeen. Met medewerking van Maurits Greshoff, directeur van het Koloniaal Museum te Haarlem werd een kist met boeken naar Sint Eustatius gestuurd. Pas in 1922 zou de eerste leeszaal en bibliotheek ontstaan op Sint Eustatius, de Gertrude Judson Library. 